# Sebastian Prignitz
Sebastian Prignitz (* 6. Mai 1980 in Oldenburg) ist ein deutscher Klassischer Archäologe, Epigraphiker und Papyrologe.
Sebastian Prignitz, Sohn des Germanisten Christoph Prignitz, besuchte das Alte Gymnasium in Oldenburg und studierte vom Wintersemester 2000/01 bis 2006 Klassische Archäologie, Gräzistik und Kunstgeschichte an der Humboldt-Universität zu Berlin. Schon 2001 nahm er als Student in Xanten an seiner ersten Lehrgrabung teil, 2003 an Ausgrabungen auf dem Athener Kerameikos, 2004 bis 2010 in Kalapodi und 2004 bis 2006 in Milet. Er schloss das Studium zunächst mit dem Magister-Titel ab. Von 2002 bis 2006 arbeitete er als studentische Hilfskraft am Archäologischen Institut (Winckelmann-Institut) der Humboldt-Universität. Daran schloss sich von 2006 bis 2010 am selben Ort ein Promotionsstudium mit epigraphischem Schwerpunkt an. Prignitz war ab Dezember 2008 zeitweilig wissenschaftlicher Mitarbeiter für die epigraphischen Lemmata des Projekts „Der Neue Overbeck“ der Deutschen Forschungsgemeinschaft. Das Thema seiner 2010 in Berlin verteidigten Dissertation war Corpus der Bauinschriften von Epidauros. Die frühen Abrechnungen. Nach der Promotion erhielt Prignitz das Reisestipendium 2011/12 der Kommission für Alte Geschichte und Epigraphik des Deutschen Archäologischen Instituts. Seit September 2010 hatte er einen Werkvertrag der Inscriptiones Graecae an der Berlin-Brandenburgischen Akademie der Wissenschaften, 2011 führte ihn eine Kampagne zur Aufnahme der Inschriften nach Olympia. Er war von Oktober 2012 bis Dezember 2015 wissenschaftlicher Mitarbeiter der Inscriptiones Graecae, im Jahre 2014 Stipendiat am Institute for Advanced Study in Princeton. Seit Januar 2016 war er Projektleiter an der Österreichischen Akademie der Wissenschaften in Wien. Seit 2023 ist er Arbeitsstellenleiter der Inscriptiones Graecae, seit Juni 2023 lehrt er am Institut für Klassische Archäologie der Freien Universität Berlin.
Forschungsschwerpunkte von Prignitz sind Künstlerinschriften, die Bauinschriften von Epidauros sowie Inschriften aus Kalapodi, Olympia und der Argolis, Region Korinth sowie die pergamenische Kunst und Philosophie. In Vorbereitung ist eine Neuedition der Parthenoninventare sowie der Tabulae Poletarum.

## Publikationen
- Die Francksen’sche Vasensammlung im Stadtmuseum Oldenburg. Zu den kultur- und literarhistorischen Hintergründen der mythologischen Motive und Szenen. Oldenburger Stadtmuseum, Oldenburg 1999, 2. Auflage 2000 (Museumsführer Stadtmuseum Oldenburg).
- Der Pergamonaltar und die pergamenische Gelehrtenschule (= Schriften des Winckelmann-Instituts der Humboldt-Universität zu Berlin. Band 7). Arenhövel, Berlin 2008, ISBN 978-3-922912-68-2.
- mit Christoph Prignitz: Dichter auf dem Weg ins Unpolitische. Bernstein, Bonn 2011, ISBN 978-3-939431-47-3.
- mit Günter Poethke und Veit Vaelske: Das Aktenbuch des Aurelios Philammon. Prozessberichte, Annona militaris und Magie in BGU IV 1024–1027 (= Archiv für Papyrusforschung und verwandte Gebiete. Beiheft 34). de Gruyter, Berlin/Boston 2012, ISBN 978-3-11-028276-4.
- Bauurkunden und Bauprogramm von Epidauros (400–350). Asklepiostempel, Tholos, Kultbild, Brunnenhaus (= Vestigia. Band 67). Beck, München 2014, ISBN 978-3-406-65820-4 (Rezension im Bryn Mawr Classical Review).
- Bauurkunden und Bauprogramm von Epidauros II (350–300): Abaton. Kleisia, Aphroditetempel, Artemistempel, Theater, Epidoteion (= Vestigia. Band 75). C. H. Beck, München 2022, ISBN 978-3-406-79216-8.
- als Herausgeber mit Veit Vaelske: Studien zum antiken Ägypten und verwandten Gebieten (= Archiv für Papyrusforschung und verwandte Gebiete. Beiheft 53). de Gruyter, Berlin/Boston 2024, ISBN 978-3-11-134479-9.